# Роман Даласен
Роман Даласен је био византијски аристократа и гувернер провинције Иберије.

## Живот
Роман је био син Дамјана Даласена (убијеног 998), првог потврђеног члана истакнуте аристократске породице Даласен. Имао је два старија брата, Константина Даласена и Теофилакта Даласена.
О његовом животу се мало зна, са само кратким освртом на историју Јована Скилице и неколико печата и натписа на капији у Теодосиопољу. Из ових извора се зна да је био протоспатарија и катепан (виши војни гувернер) велике војне провинције Иберије. Никола Адонц је проценио његов боравак на тој функцији у периоду 1023–1026, док га је Вернер Зајбт сместио у 1031–1034.
Године 1039, заједно са остатком породице, прогнао га је цар Михаило IV Пафлагонац.